# Naruhito japán császár
Naruhito, uralkodási (uralmi) nenvén Reiva (japánul 徳仁天皇, átírással Naruhito tennó; Tokió, 1960. február 23. – ), Akihito japán emeritus császár és Micsiko emerita császárné legidősebb fia, 1991 és 2019 között Japán trónörököse, 2019. május 1-től Japán császára (tennó). Trónfoglalását 2019. október 22-én tartották.

## Élete
Gyermekkorában Hiro herceg (浩宮 átírással Hiro-no-mija) néven emlegették. Nagyapja, Sóva császár 1989. január 7-i halálakor – apjának, Akihitónak trónra lépésével – a japán császári trón örökösévé vált. A Gakusúin Egyetemen (がくしゅういんだいがく) diplomázott 1988-ban, előtte két évig az Oxfordi Egyetemhez tartozó Merton College-ban is tanult.
2012-ben, édesapja betegsége idején két hétre régenshercegként vette át apja helyét.
1993. június 9-én vette feleségül Maszakót, Ovada Hiszasi (小和田 恆) diplomata lányát, egy közös gyermekük van, Aiko hercegnő. Lánya születése heves vitákat indított el a japán parlamentben az öröklési törvényeket illetően, mivel a császári családban több mint negyven éve nem született fiúgyermek, és ezzel veszélybe került a fiúközpontú öröklési rend. A törvény megváltoztatása 2006-ban lekerült a napirendről azáltal, hogy a trónutódlásban Naruhitót követő öccsének, Akisino hercegnek és feleségének, Kiko hercegnőnek fia született, akinek személyében majdan megvalósulhat a császárság hagyományos öröklődése.